# Memoryhouse
Memoryhouse (с англ. — «Дом памяти») — дебютный студийный альбом британского музыканта, неоклассического композитора и продюсера Макса Рихтера. Первоначально альбом был выпущен 27 мая 2002 года на лейбле Late Junction, а в 2009 и 2014 годах переиздан FatCat Records с альтернативной обложкой. Альбом получил положительные отзывы критиков. В записи альбома отмечены Филармонический оркестр BBC под управлением дирижёра Румона Гумбы и такие имена как скрипачи Александр Баланеску и Levine Andrade (1954—2018), использованы архивные записи голоса американского композитора и философа Джона Кейджа (1912—1992) и текст стихотворения «Уж сколько их упало в эту бездну…» русской поэтессы Марины Цветаевой (1892—1941) во втором треке «Maria, the Poet (1913)».

## Отзывы
| Оценки критиков | Оценки критиков |
| Источник        | Оценка          |
| --------------- | --------------- |
| AllMusic        | [ 1 ]           |
| Pitchfork       | 8.7/10          |

Альбом получил положительные отзывы критиков. Pitchfork Media дал альбому очень положительную оценку в ретроспективной рецензии на переиздание 2014 года на FatCat Records.
Хизер Фарес из AllMusic отметил в рецензии, что «Memoryhouse — это дебютный альбом Макса Рихтера, но он разрабатывал свою уникальную смесь современной классики и электроники в течение многих лет до его выхода. Он стал одним из основателей ансамбля Piano Circus, который заказывал и исполнял произведения Арво Пярта, Брайана Ино, Филипа Гласса и Стива Райха (все они оказали влияние на музыку самого Макса Рихтера), а также использовал живое сэмплирование. Однако альбом Memoryhouse, исполненный Филармоническим оркестром BBC под управлением дирижёра Румона Гумбы, не кажется производным от предыдущих проектов Рихтера; части альбома строго сочинены, но в то же время очень эмоциональны, плавно сливаясь в единое целое, которое ощущается как воспоминание». И в заключении рецензент написал: «Memoryhouse — это потрясающий первый альбом, который заявил о Максе Рихтере как о большом таланте».

## Список композиций
Слова и музыка всех песен — Max Richter.
| №                   | Название                                | Длительность |
| ------------------- | --------------------------------------- | ------------ |
| 1.                  | «Europe, after the Rain»                | 6:13         |
| 2.                  | «Maria, the Poet (1913)»                | 4:47         |
| 3.                  | «Laika's Journey»                       | 1:30         |
| 4.                  | «The Twins (Prague)»                    | 1:58         |
| 5.                  | «Sarajevo»                              | 4:03         |
| 6.                  | «Andras»                                | 2:42         |
| 7.                  | «Untitled (Figures)»                    | 3:27         |
| 8.                  | «Sketchbook»                            | 1:54         |
| 9.                  | «November»                              | 6:21         |
| 10.                 | «Jan's Notebook»                        | 2:41         |
| 11.                 | «Arbenita (11 Years)»                   | 7:04         |
| 12.                 | «Garden (1973)/Interior»                | 3:24         |
| 13.                 | «Landscape with Figure (1922)»          | 5:14         |
| 14.                 | «Fragment»                              | 1:26         |
| 15.                 | «Lines on a Page (One Hundred Violins)» | 1:22         |
| 16.                 | «Embers»                                | 3:38         |
| 17.                 | «Last Days»                             | 4:18         |
| 18.                 | «Quartet Fragment (1908)»               | 3:02         |
| Общая длительность: | Общая длительность:                     | 65:04        |